# Aleksandar Božić
Aleksandar „Sascha“ Božić (* 6. Dezember 1985 in Freiburg) ist ein deutscher Vortragsredner, Mental- und Persönlichkeitstrainer sowie ehemaliger Basketballtrainer.

## Laufbahn
Božić war ab 2001 in Freiburg im Breisgau als Basketballtrainer tätig, betreute eine Schul-AG sowie Jugendmannschaften beim USC Freiburg, später dann die Regionalliga-Damen des USC.
Von 2010 bis 2013 hatte er bei den USC „Eisvögeln“ in der Damen-Bundesliga den Posten des Co-Trainers inne. In der ersten Saison 2010/11 erspielten sich die Basketballerinnen die deutsche Vizemeister und im April 2013 war er als Co-Trainer am Freiburger Gewinn des deutschen Pokalwettbewerbs beteiligt. Nach einem einjährigen Aufenthalt in Los Angeles (Vereinigte Staaten) im Rahmen seines Studiums (Sport, Englisch, Geschichte für das Lehramt) übernahm er das Cheftraineramt bei den „Eisvögeln“. Im Spieljahr 2014/15 führt er Freiburg ins Halbfinale der Bundesliga-Meisterrunde.
Nach der Saison 2016/17, in der Božić mit den Freiburgerinnen den Abstieg aus der Bundesliga hinnehmen musste, gab er das Traineramt aus beruflichen Gründen (Referendariat am Kepler-Gymnasium Freiburg) ab. Zeitweilig ist er für den Deutschen Olympischen Sportbund als Fachmann für Auslandsfragen tätig. 2015 und 2017 betreute er als Bundestrainer die weibliche U15-Nationalmannschaft Deutschlands beim Nordseecup. Von 2011 bis 2018 war er nach eigenen Angaben Referent im Lehrwesen des Basketballverbandes Baden-Württemberg.
2018 entschied sich Božić, beruflich in die Wirtschaft zu wechseln. Er spezialisierte sich als Vortragsredner, Mentaltrainer und Berater auf die Leistungssteigerung von Unternehmen, Führungskräften und Teams.